# Monteponita
O monteponita é um mineral da classe de óxidos inorgânicos, e dentro deste pertence ao "grupo periclásio". Foi descoberto em 1946 na mina Monteponi, no município de Iglesia , na ilha de Sardenha (Itália), recebendo o nome da mina onde foi descoberto.

## Características químicas
Quimicamente é um óxido de cádmio simples e anidro. O grupo periclásio ao qual ele pertence é a dos óxidos de metal simples de cristalização no sistema cúbico.

## Depósitos
Aparece em crostas associadas à calamina. Muitas vezes encontrada associada com outros minerais, como smithsonite, hemimorfita ou à otavite.